# Teresa de Nassau-Weilburg
Teresa Guilhermina Frederica Isabel Carlota de Nassau-Weilburg (Weilburg, 17 de abril de 1815 — Praga, 8 de dezembro de 1871) foi a esposa do duque Pedro de Oldemburgo.

## Biografia

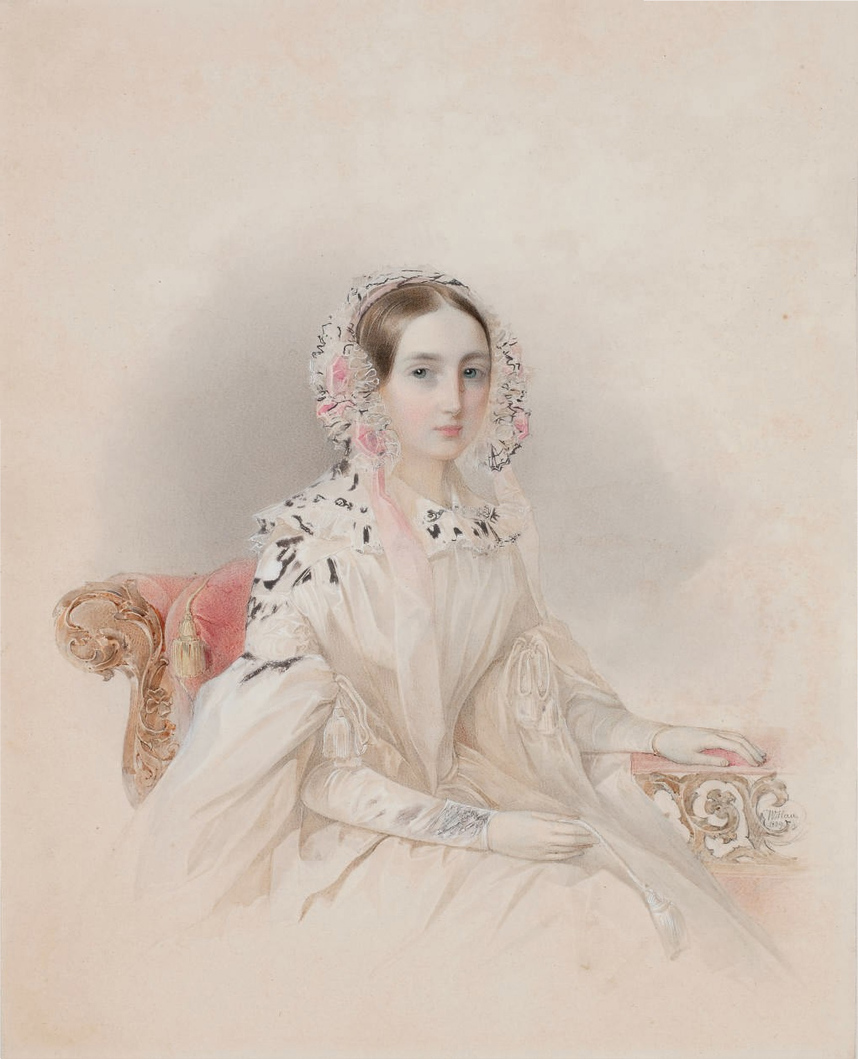
Princesa Teresa de Nassau-Weilburg. Woldemar Khau, 1839.

Nascida no dia 17 de abril de 1815, em Weilburg, Ducado de Nassau a princesa Teresa Guilhermina Frederica Isabel Carlota, filha mais velha de Guilherme, duque de Nassau, e de sua primeira esposa, Luísa de Saxe-Hildburghausen. Entre seus irmãos estavam Adolfo, grão-duque de Luxemburgo e Sofia, rainha da Suécia e Noruega.
Quando Teresa tinha dez anos, sua mãe morreu. Ela, então, foi criada sob a orientação de seu pai e madrasta, a princesa Paulina de Württemberg, que era apenas cinco anos mais velha que ela. Teresa recebeu uma boa educação e se dedicou à pintura e à escultura. Sobre Teresa, a grã-duquesa Olga Nikolaevna da Rússia (mais tarde rainha de Württemberg) escreveu: "Ela era grande, magra, com dentes longos e cabelos maravilhosos, espirituosa, venenosa, sempre sabendo o que queria, mas cruel". O Conde S. D. Sheremetev descreveu Teresa com:
| “ | Uma mulher de grande e inquestionável inteligência, com um senso de humor e sagacidade únicos. Possuía uma mente viva, jovial e sarcástica, uma natureza geralmente ricamente dotada, mas insatisfeita com o que lhe fora dado na vida. Era propensa à paixão e ao divertimento. | ” |

Em 23 de abril de 1837, em Biebrich, casou-se em Biebrich com o duque Pedro de Oldemburgo, filho do duque Jorge de Oldemburgo e da grã-duquesa Catarina Pavlovna da Rússia. Na Rússia, Teresa era conhecida como Teresa Vasilievna. O casal teve oito filhos:
1. Alexandra (1838–1900), casou-se com o grão-duque Nicolau Nikolaevich da Rússia, com descendência;
2. Nicolau (1840–1886), casou-se morganaticamente com a condessa Maria Bulazel, com descendência;
3. Cecília (1842–1843), morreu na infância;
4. Alexandre (1844–1932), casou-se com a princesa Eugénia Maximilianovna de Leuchtenberg, com descendência;
5. Catarina (1846–1866), não se casou, morreu aos 19 anos;
6. Jorge (1848–1871), não se casou, morreu aos 22 anos;
7. Constantino (1850–1906), casou-se morganaticamente com a condessa Agrippina Japaridze, com descendência;
8. Teresa (1852–1883), casou-se com o príncipe Jorge Maximilianovich Romanovsky (mais tarde duque de Leuchtenberg), com descendência.

Na Rússia, Teresa, dedicada a caridade, fundou uma escola para meninas pobres (o Instituto Princesa Teresa de Oldenburg) e visitou abrigos. Em 1843, visitou um hospital infantil em Varsóvia, onde conheceu a comunidade das Irmãs da Misericórdia, que a impressionou profundamente. De volta à Rússia, fundou em 9 de março de 1844, a "Comunidade das Irmãs da Misericórdia", que desempenhou um papel importante no auxílio aos necessitados.
Teresa morreu em 8 de dezembro de 1871, em Praga, aos 56 anos.

## Galeria

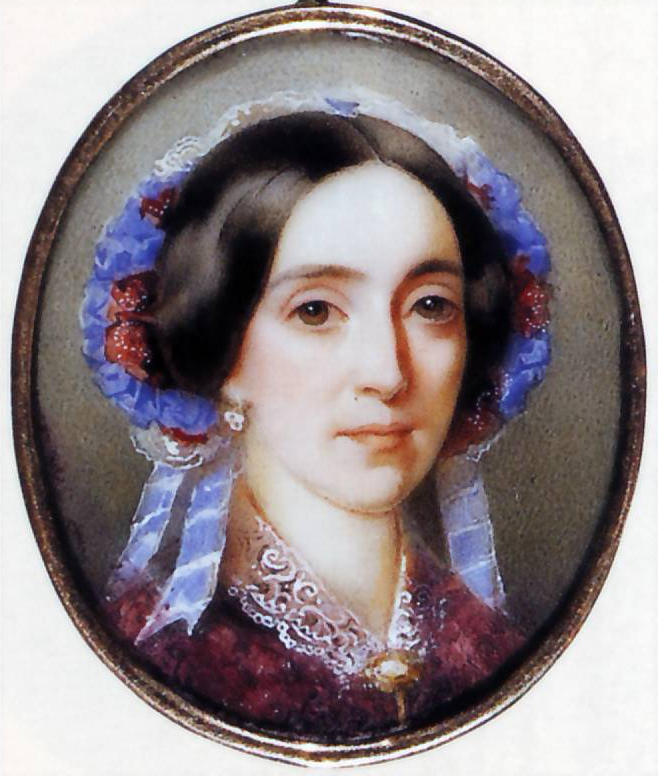
Teresa em miniatura de Woldemar Hau (1853)
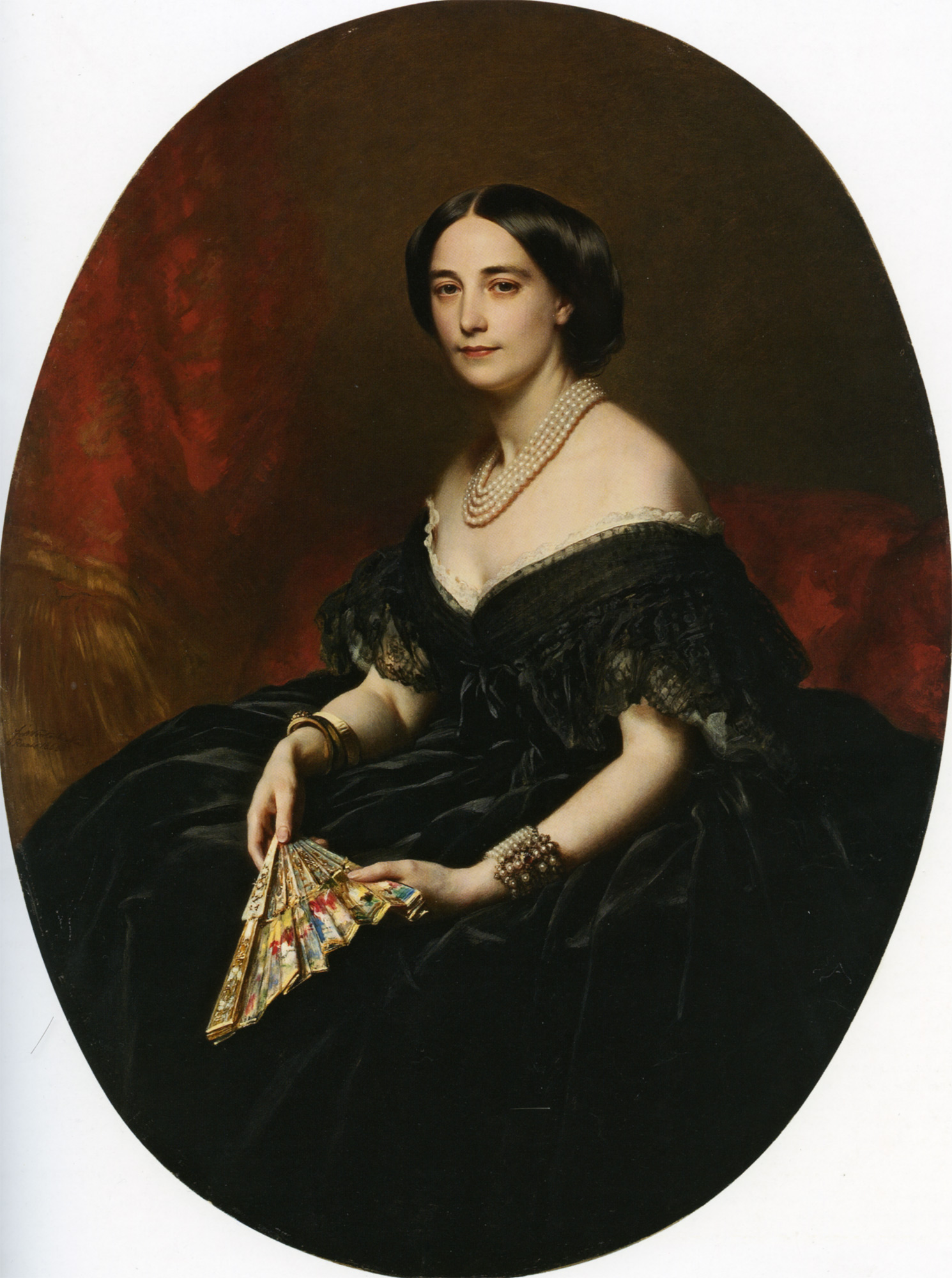
Retrato de Senhora com um leque, identificada como sendo Teresa, por Franz Xaver Winterhalter (1850)
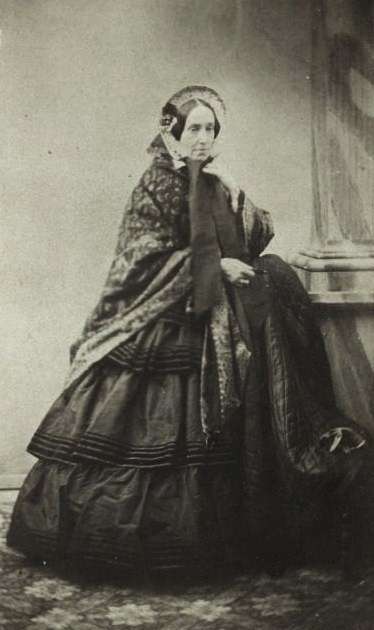
Fotografia de Teresa por volta de 1860

## Títulos e estilos
- 17 de abril de 1815 - 23 de abril de 1837: Sua Alteza Sereníssima Ducal Princesa Teresa de Nassau-Weilburg
- 23 de abril de 1837 - 8 de dezembro de 1871: Sua Alteza Imperial Duquesa Pedro Georgievich de Oldemburgo